# پروتکل Rendezvous
پروتکل rendezvous یا "میعادگاه" یک پروتکل شبکه کامپیوتر است که کمک می‌کند همتاهای شبکه‌های همتا به همتا (P2P) یکدیگر را پیدا کنند. این پروتکل با استفاده از یک مدل دست دهی ارتباط را برقرار میکند. بر خلاف پروتکل Eager که به‌طور مستقیم داده را رونوشت میکند. در پروتکل rendezvous تا زمانی که مقصد اعلام آمادگی نکند داده‌ای ارسال نمی‌شود.
نمونه‌هایی از  پروتکل rendezvous شامل JXTA, SIP, Free Net,  و I2P می‌شود و این پروتکل‌ها به‌طور کلی Hole punching نامیده می‌شوند.